# Lijst van voetbalinterlands Gabon - Mauritanië
Deze lijst van voetbalinterlands is een overzicht van alle officiële voetbalwedstrijden tussen de nationale teams van Gabon en Mauritanië. De Afrikaanse landen hebben tot op heden vijf keer tegen elkaar gespeeld. De eerste ontmoeting, een groepswedstrijd tijdens het African Championship of Nations 2014, werd gespeeld in Bloemfontein (Zuid-Afrika) op 22 januari 2014. Het laatste duel, een kwalificatiewedstrijd voor de Afrika Cup 2023, vond plaats op 9 september 2023 in Nouakchott.

## Wedstrijden
| №  | Plaats                | Datum            | Competitie                           | Wedstrijd          | Uitslag |
| -- | --------------------- | ---------------- | ------------------------------------ | ------------------ | ------- |
| 1  | Bloemfontein          | 22 januari 2014  | African Championship of Nations 2014 | Mauritanië − Gabon | 2 − 4   |
| 2  | Cornellà de Llobregat | 28 mei 2016      | Vriendschappelijk                    | Gabon − Mauritanië | 0 − 2   |
| 3  | Dubai                 | 4 januari 2022   | Vriendschappelijk                    | Mauritanië − Gabon | 1 − 1   |
| '4 | Franceville           | 8 juni 2022      | Afrika Cup 2023 kwalificatie         | Gabon − Mauritanië | 0 − 0   |
| 5  | Nouakchott            | 9 september 2023 | Afrika Cup 2023 kwalificatie         | Mauritanië − Gabon | 2 − 1   |

## Samenvatting
| Competitie                      | Totaal gespeeld | Winst Gabon | Gelijk | Winst Mauritanië | Doelsaldo Gabon – Mauritanië |
| ------------------------------- | --------------- | ----------- | ------ | ---------------- | ---------------------------- |
| Afrika Cup-kwalificatie         | 2               | 0           | 1      | 1                | 1 − 2                        |
| African Championship of Nations | 1               | 1           | 0      | 0                | 4 − 2                        |
| Vriendschappelijk               | 2               | 0           | 1      | 1                | 1 − 3                        |
| Totaal                          | 5               | 1           | 2      | 2                | 6 − 7                        |

FGF · A-internationals · Selecties · Bondscoaches · Olympisch elftal · Gabonees vrouwenelftal
1960 – 1969 ·
1970 – 1979 ·
1980 – 1989 ·
1990 – 1999 ·
2000 – 2009 ·
2010 – 2019 ·
2020 − 2029
1960 · 
1961 · 
1962 · 
1963 · 
1964 ·
1965 · 
1966 · 
1967 · 
1968 ·
1969 · 
1970 · 
1971 · 
1972 · 
1973 ·
1974 ·
1975 ·
1976 · 
1977 · 
1978 · 
1979 · 
1980 · 
1981 · 
1982 · 
1983 · 
1984 · 
1985 · 
1986 · 
1987 · 
1988 · 
1989 · 
1990 · 
1991 · 
1992 · 
1993 · 
1994 · 
1995 · 
1996 · 
1997 · 
1998 · 
1999 · 
2000 · 
2001 · 
2002 · 
2003 · 
2004 · 
2005 · 
2006 · 
2007 · 
2008 · 
2009 · 
2010 · 
2011 · 
2012 · 
2013 · 
2014 ·
2015 ·
2016 ·
2017 ·
2018 ·
2019 ·
2020 ·
2021 ·
2022 ·
2023
Algerije ·
Andorra ·
Angola ·
België ·
Benin ·
Botswana ·
Brazilië ·
Burkina Faso ·
Burundi ·
Centraal-Afrikaanse Republiek ·
Comoren ·
Congo-Brazzaville ·
Congo-Kinshasa ·
Egypte ·
Equatoriaal-Guinea ·
Gambia ·
Ghana ·
Guinee ·
Guinee-Bissau ·
Ivoorkust ·
Kaapverdië ·
Kameroen ·
Kenia ·
Lesotho ·
Libanon ·
Liberia ·
Libië ·
Madagaskar ·
Malawi ·
Mali ·
Malta ·
Marokko ·
Mauritanië ·
Mauritius ·
Mozambique ·
Namibië ·
Niger ·
Nigeria ·
Oeganda ·
Oman ·
Portugal ·
Rwanda ·
Sao Tomé en Principe ·
Saoedi-Arabië ·
Senegal ·
Seychellen ·
Sierra Leone ·
Soedan ·
Swaziland ·
Tanzania ·
Thailand ·
Togo ·
Tsjaad ·
Tunesië ·
Verenigde Arabische Emiraten ·
Wit-Rusland ·
Zambia ·
Zimbabwe ·
Zuid-Afrika ·
Zuid-Soedan
FFRIM · A-internationals · Mauritaans vrouwenelftal
1960 – 1969 · 
1970 – 1979 · 
1980 – 1989 · 
1990 – 1999 · 
2000 – 2009 · 
2010 – 2019 ·
2020 − 2029
Algerije ·
Angola ·
Bahrein ·
Benin ·
Botswana ·
Burkina Faso ·
Burundi ·
Canada ·
Centraal-Afrikaanse Republiek ·
Comoren ·
Congo-Brazzaville ·
Congo-Kinshasa ·
Equatoriaal-Guinea ·
Egypte ·
Ethiopië ·
Gabon ·
Gambia ·
Guinee ·
Guinee-Bissau ·
Irak ·
Ivoorkust ·
Jemen ·
Jordanië ·
Kaapverdië ·
Kameroen ·
Kenia ·
Lesotho ·
Libanon ·
Liberia ·
Libië ·
Madagaskar ·
Mali ·
Marokko ·
Mauritius ·
Mozambique ·
Niger ·
Oeganda ·
Oman ·
Palestina ·
Rwanda ·
Saoedi-Arabië ·
Senegal ·
Sierra Leone ·
Soedan ·
Somalië ·
Syrië ·
Tanzania ·
Togo ·
Tunesië ·
Verenigde Arabische Emiraten ·
Zambia ·
Zimbabwe ·
Zuid-Afrika ·
Zuid-Jemen ·
Zuid-Soedan